# Chinese neusslang
De Chinese neusslang (Deinagkistrodon acutus) is een slang uit de familie adders (Viperidae) en de onderfamilie groefkopadders (Crotalinae).

## Naam en indeling
De wetenschappelijke naam van de soort werd voor het eerst voorgesteld door Albert Günther in 1888. Oorspronkelijk werd de wetenschappelijke naam Halys acutus gebruikt. Het is de enige soort uit het monotypische geslacht Deinagkistrodon.
De soort werd lange tijd tot het geslacht moccasinslangen (Agkistrodon) gerekend zodat de verouderde wetenschappelijke naam Agkistrodon acutus vaak in de literatuur wordt gebruikt. De Nederlandstalige naam 'neus'slang is te danken aan het opvallende uitsteeksel aan de voorzijde van de kop. Ook de wetenschappelijke soortaanduiding acutus verwijst hiernaar en betekent vrij vertaald 'scherp' of 'gepunt'.

## Levenswijze
De vrouwtjes zijn, in tegenstelling tot veel andere groefkopadders, niet eierlevendbarend maar zetten eieren af.

## Verspreidingsgebied
De Chinese neusslang komt voor in delen van Azië en leeft in de landen China, Taiwan en Vietnam en mogelijk ook in Laos.